# Freedom (hrabstwo Outagamie)
Freedom – miasto w Stanach Zjednoczonych, w stanie Wisconsin, w hrabstwie Outagamie.